# گوک‌تپه شماره دو
گوک‌تپه شماره دو یا گُوگْ تَپّهِ دُو روستایی در دهستان مزرعه شمالی بخش وشمگیر شهرستان آق‌قلا استان گلستان ایران است.

## جمعیت
بر پایه سرشماری عمومی نفوس و مسکن در سال ۱۳۹۵ جمعیت این مکان ۳۴۷ نفر (۱۱۰خانوار) بوده‌است.